# Cretonia brevioripalpus
Cretonia brevioripalpus là một loài bướm đêm trong họ Noctuidae.